# Oberkirch (Badenia-Wirtembergia)
Oberkirch – miasto w Niemczech, w kraju związkowym Badenia-Wirtembergia, w rejencji Fryburg, w regionie Südlicher Oberrhein, w powiecie Ortenau, siedziba wspólnoty administracyjnej Oberkirch. Leży w Schwarzwaldzie, nad rzeką Rench, ok. 12 km na północny wschód od Offenburga.

## Urodzeni w Oberkirch
- Michael Gerber – niemiecki duchowny katolicki, biskup
- Sandra Klösel – niemiecka tenisistka

## Współpraca
Miejscowości partnerskie:
- Draveil, Francja
- Garching bei München, Bawaria
- Haverfordwest, Wielka Brytania
- Oberkirch, Szwajcaria
- Oosterzele, Belgia
- Radeberg, Saksonia

## Galeria

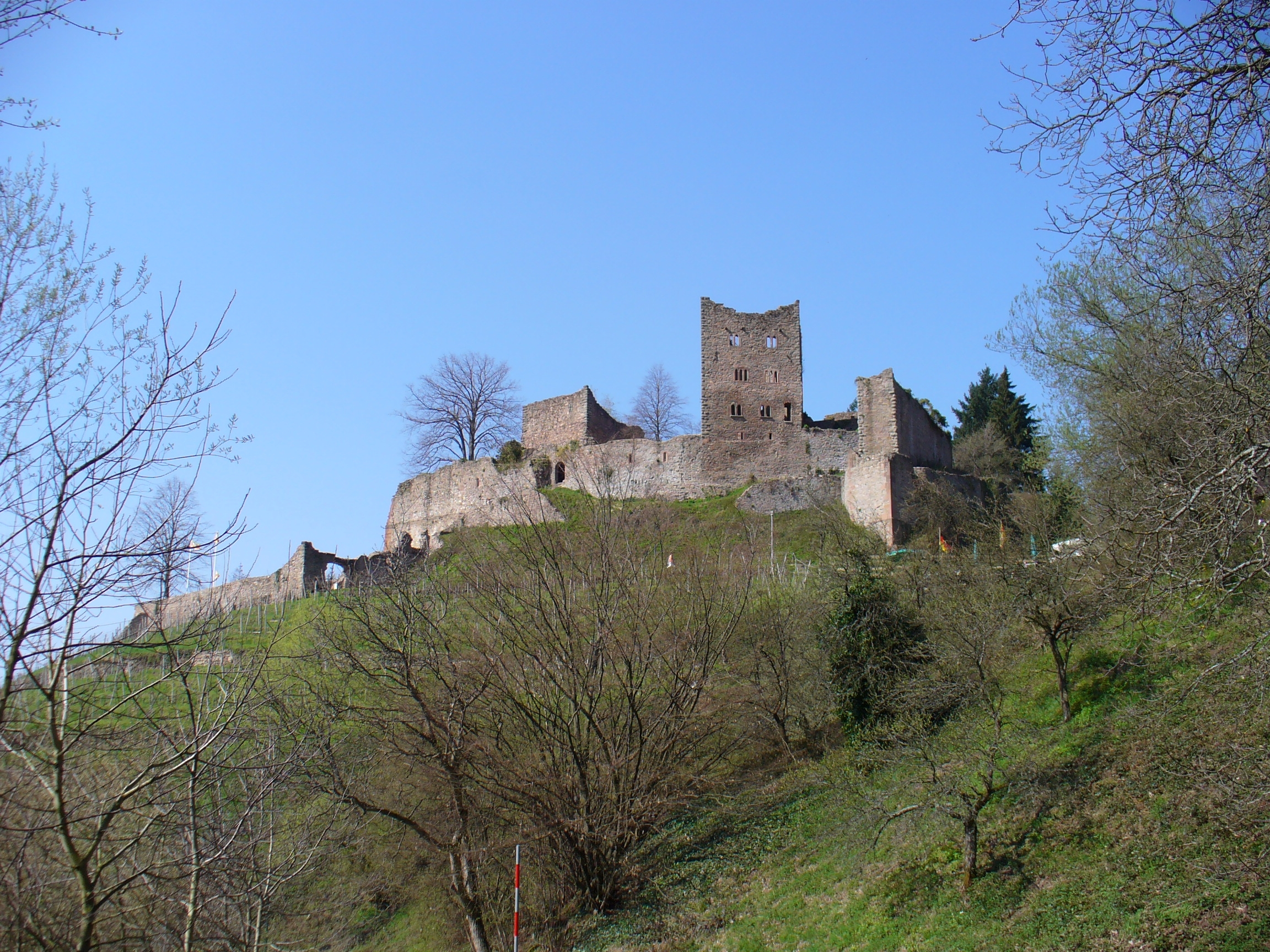
Ruiny Schauenburg
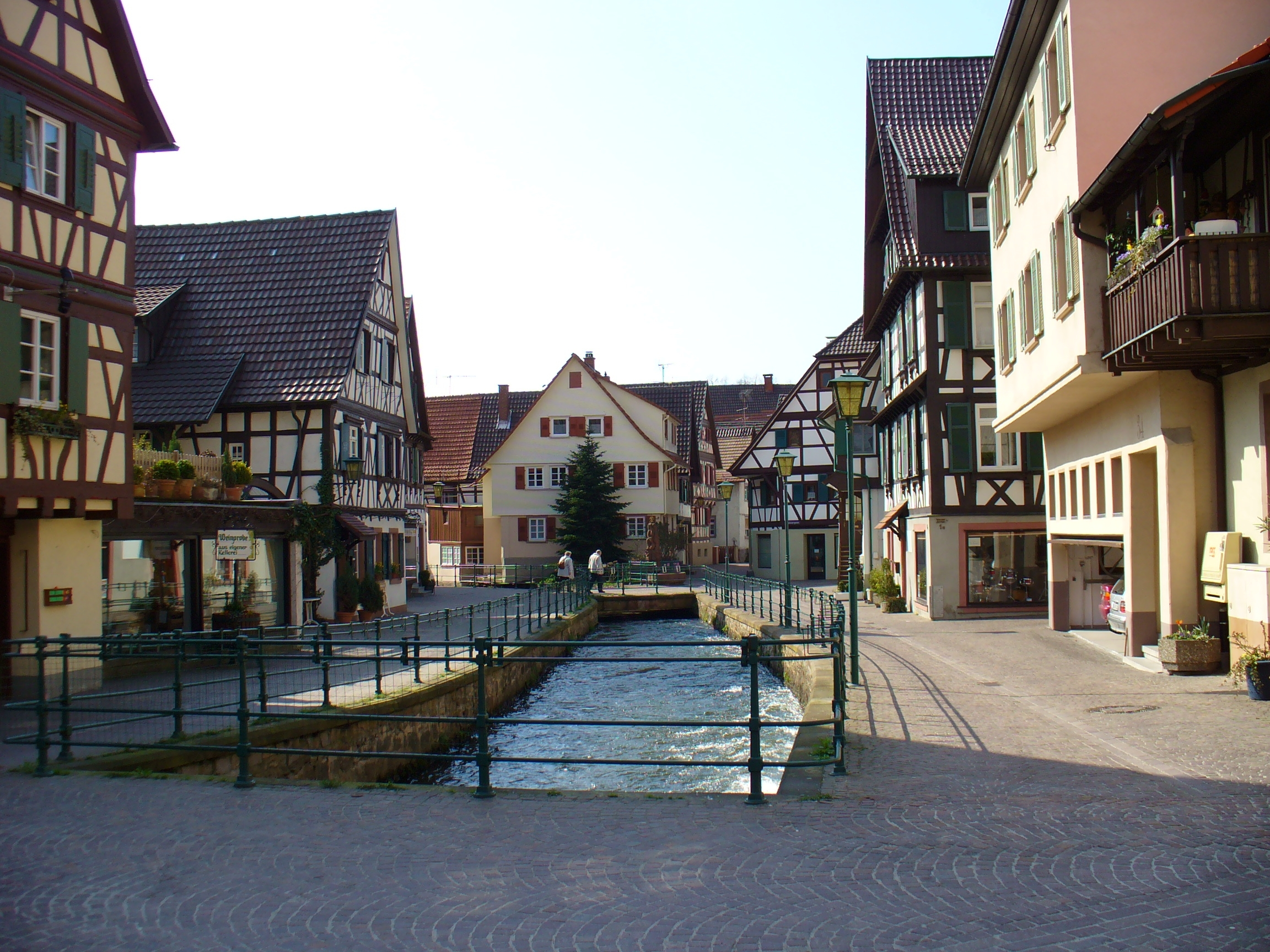
Rench w Oberkirch